# Менса (будівництво)

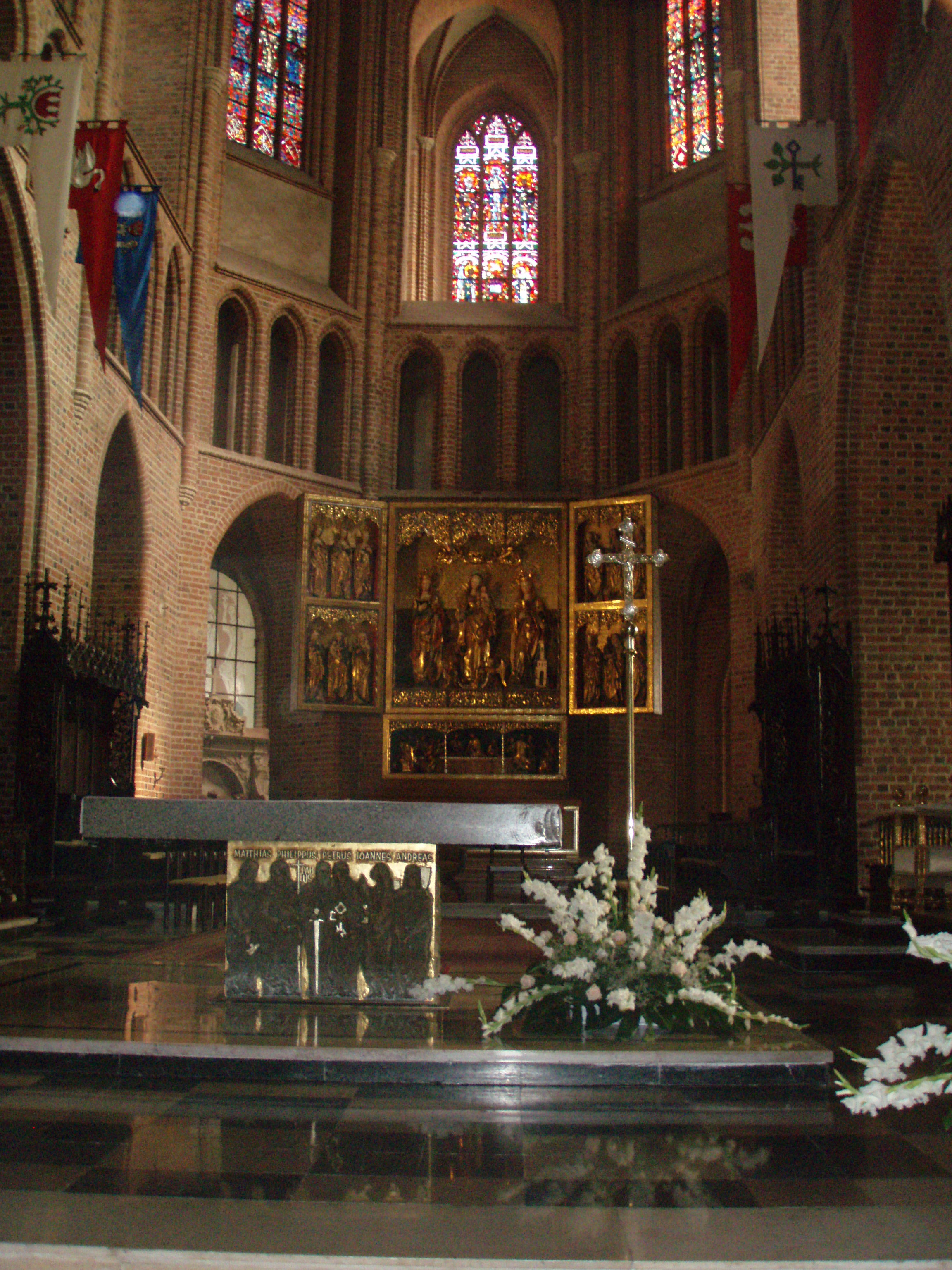
Менса у Базиліці святих Петра і Павла, Познань

Ме́нса (від лат. mēnsa — «стіл») — верхня частина вівтаря у католицькому храмі. Це плита з пісковику або ж мармуру, яка опирається на ніжки чи прямокутний кам'яний блок, скриню (саркофаг з мощами). Посередині розташоване невелике заглиблення — гріб (лат. sepulcrum), призначений для мощей мучеників.
У православному храмі менсі відповідає престольна дошка, іноді називана трапезою.